# Helmut Becker (Archäologe)
Helmut Becker (* 26. August 1944 in Trautenau) ist ein deutscher Geophysiker und Geoarchäologe.
Helmut Becker studierte von 1965 bis 1971 Physik und Geowissenschaften an der Universität München und schloss 1971 mit dem Diplom ab. In seiner Diplomarbeit beschäftigte er sich mit der Magnetfeldmessung. Die Promotion erfolgte 1978 mit einer Arbeit zum Thema Magnetik in der neovulkanischen Zone in Nordost-Island. Zudem studierte er zwischen 1973 und 1979 im Zweitstudium Vor- und Frühgeschichte, Provinzialrömische Archäologie und Vorderasiatische Archäologie an der Universität München. Von 1977 bis 1982 wirkte er am Forschungsprojekt Archäo-Prospektion und Archäomagnetismus der Volkswagenstiftung am Institut der Geophysik an der Universität München mit. 
Seit 1982 arbeitete er bis zu seiner Pensionierung 2006 für das Bayerische Landesamt für Denkmalpflege. Dort baute er ein Labor für die digitale Luftbildverarbeitung und geophysikalische Prospektion auf. Seit 1986 leitete er das Referat Archäologische Prospektion und Luftbildarchäologie des Landesamtes. Zudem war er wissenschaftlicher Mitarbeiter am Institut für Allgemeine und Angewandte Geophysik der Universität München, wo er Lehrveranstaltungen zur geophysikalischen Archäometrie veranstaltete. Zu dieser Thematik war er auch Lehrbeauftragter an der Universität Marburg.
Becker nahm unter anderem an Ausgrabungen in Griechenland, der Türkei, Syrien, dem Irak, Spanien und Bulgarien teil. Darüber hinaus unterstützte er zahlreiche Projekte zur archäologischen Prospektion sowohl in Deutschland als auch im Ausland. Nach seiner Pensionierung gründete er 2007 die Firma „Becker Archaeological Prospection“ zur Fortsetzung dieser Arbeiten. Er ist seit 2001 korrespondierendes Mitglied des Deutschen Archäologischen Instituts.

## Schriften
Siehe Schriftenverzeichnis Helmut Becker (PDF; 141 kB)
- Herausgeber: Archäologische Prospektion – Luftbildarchäologie und Geophysik (= Arbeitshefte des Bayerischen Landesamtes für Denkmalpflege. Band 59). Lipp, München 1996, ISBN 3-87490-541-1.